# Ferripirofillite
La ferripirofillite è un minerale.